# Kaple Panny Marie (Varvažov)
Kaple Panny Marie  patří k významným sakrálním stavbám obce Telnice a je jednou z ústředních kaplí chlumecké farnosti.

## Historie
Varvažov se původně skládal ze dvou částí, rozlohou větší Dolní Varvažov byl z velké části zbořen v souvislosti s hnědouhelnou těžbou na dole Antonín Zápotocký. Jak v Horním, tak i Dolním Varvažově stála kaple zasvěcená Panně Marii.
Původem starší, dnes již neexistující Mariánská kaple stála v Dolním Varvažově ve středu obce při hrázi rybníka. Pocházela z doby kolem roku 1840 a k její demolici došlo v roce 1970, kdy zanikla spolu s okolní zástavbou.
Mladší kaple, která se nahází při průjezdní komunikaci pod železničním přejezdem v Telnici pochází z roku 1860. Kaple byla rekonstruována roku 1994 a poté v létě 2015, kdy došlo nejen k obnově fasády, ale byla rovněž vyměněna i měděná střecha.

## Popis
Jedná se o novogotickou obecní kapli z roku 1860. Je obdélná, má trojboký závěr a polygonální zvonicí nad štítem. Fasáda je s lizénovými rámci a vlysem hrotitých obloučků. Zařízení je novodobé. Zvon ve zvonici není. Kaple byla ve 21. století opravena.

## Bohoslužby
Pravidelné mše se v ní neslouží.